# Campeonato Brasileiro de Futebol de 2023 - Série A
A Série A do Campeonato Brasileiro de Futebol de 2023, oficialmente Brasileirão Assaí – Série A 2023 por motivos de patrocínio, foi a 68.ª edição da principal divisão do futebol brasileiro. A disputa teve o mesmo regulamento dos últimos anos, quando foi implementado o sistema de pontos corridos.
O título foi definido na 38ª e última rodada: o Palmeiras conseguiu o bicampeonato após um empate contra o Cruzeiro por 1–1, em Belo Horizonte. Foi a 12ª conquista do alviverde no Campeonato Brasileiro.
O América Mineiro foi o primeiro clube rebaixado para à Série B de 2024 com cinco rodadas de antecedência, após uma derrota em casa por 0–3 contra o Coritiba. Na 35ª rodada, o clube paranaense também foi rebaixado após perder fora de casa contra o Fluminense por 1–2. Na antepenúltima rodada, foi definido o terceiro rebaixado, o Goiás, após ser derrotado pelo Grêmio, de virada, por 2–1 em Porto Alegre. Na última rodada, o Santos foi o último rebaixado após perder em casa para o Fortaleza (1–2), sendo a primeira vez em sua história que o clube jogou a segunda divisão nacional.

## Regulamento
A Série A de 2023 foi disputada por vinte clubes em dois turnos. Em cada turno, todos os clubes jogaram entre si uma única vez. Os jogos do segundo turno foram realizados na mesma ordem do primeiro, apenas com o mando de campo invertido. Não houve campeões por turnos, sendo declarado campeão brasileiro o clube que obtivesse o maior número de pontos após as 38 rodadas. Ao final da competição, os seis primeiros clubes se classificaram à Copa Libertadores de 2024, os seis clubes subsequentes se classificaram à Copa Sul-Americana de 2024, e os quatro últimos foram rebaixados para a Série B do ano seguinte. O campeão se classificou para a Supercopa do Brasil de 2024 contra o campeão da Copa do Brasil de 2023.
Introduzido em 2019, o árbitro assistente de vídeo (VAR, do inglês Video Assistant Referee), esteve disponível em todas as 380 partidas do campeonato, tendo seus custos com tecnologia e infraestrutura pagos pela Confederação Brasileira de Futebol. A partir dessa edição, os árbitros precisaram comunicar para todo o estádio em áudio e vídeo após a revisão dos lances.

### Critérios de desempate
Em caso de empate por pontos entre dois clubes, os critérios de desempate foram aplicados na seguinte ordem:
1. Número de vitórias;
2. Saldo de gols;
3. Gols pró (marcados);
4. Confronto direto;
5. Menor número de cartões vermelhos;
6. Menor número de cartões amarelos;
7. Sorteio.

## Participantes
| Equipe               | Cidade            | Estado | Em 2022      | Estádio (mando)           | Capacidade | Títulos                                                                |
| -------------------- | ----------------- | ------ | ------------ | ------------------------- | ---------- | ---------------------------------------------------------------------- |
| América Mineiro      | Belo Horizonte    | MG     | 10º          | Independência             | 23 018     | 0 (não possui)                                                         |
| Athletico Paranaense | Curitiba          | PR     | 6º           | Ligga Arena               | 42 370     | 1 (2001)                                                               |
| Atlético Mineiro     | Belo Horizonte    | MG     | 7º           | Arena MRV                 | 44 892     | 3 (1937, 1971 e 2021)                                                  |
| Bahia                | Salvador          | BA     | 3º (Série B) | Itaipava Arena Fonte Nova | 50 025     | 2 (1959 e 1988)                                                        |
| Botafogo             | Rio de Janeiro    | RJ     | 11º          | Nilton Santos             | 44 661     | 2 (1968 e 1995)                                                        |
| Corinthians          | São Paulo         | SP     | 4º           | Neo Química Arena         | 47 605     | 7 (1990, 1998, 1999, 2005, 2011, 2015 e 2017)                          |
| Coritiba             | Curitiba          | PR     | 15º          | Couto Pereira             | 40 502     | 1 (1985)                                                               |
| Cruzeiro             | Belo Horizonte    | MG     | 1º (Série B) | Mineirão                  | 61 927     | 4 (1966, 2003, 2013 e 2014)                                            |
| Cuiabá               | Cuiabá            | MT     | 16º          | Arena Pantanal            | 44 097     | 0 (não possui)                                                         |
| Flamengo             | Rio de Janeiro    | RJ     | 5º           | Maracanã                  | 78 838     | 7 (1980, 1982, 1983, 1992, 2009, 2019 e 2020)                          |
| Fluminense           | Rio de Janeiro    | RJ     | 3º           | Maracanã                  | 78 838     | 4 (1970, 1984, 2010 e 2012)                                            |
| Fortaleza            | Fortaleza         | CE     | 8º           | Arena Castelão            | 63 903     | 0 (não possui)                                                         |
| Goiás                | Goiânia           | GO     | 13º          | Serrinha                  | 14 525     | 0 (não possui)                                                         |
| Grêmio               | Porto Alegre      | RS     | 2º (Série B) | Arena do Grêmio           | 55 662     | 2 (1981 e 1996)                                                        |
| Internacional        | Porto Alegre      | RS     | 2º           | Beira-Rio                 | 50 842     | 3 (1975, 1976 e 1979)                                                  |
| Palmeiras            | São Paulo         | SP     | 1º           | Allianz Parque            | 43 713     | 11 (1960, 1967, 1967, 1969, 1972, 1973, 1993, 1994, 2016, 2018 e 2022) |
| Red Bull Bragantino  | Bragança Paulista | SP     | 14º          | Nabi Abi Chedid           | 15 010     | 0 (não possui)                                                         |
| Santos               | Santos            | SP     | 12º          | Vila Belmiro              | 16 795     | 8 (1961, 1962, 1963, 1964, 1965, 1968, 2002 e 2004)                    |
| São Paulo            | São Paulo         | SP     | 9º           | Morumbi                   | 72 039     | 6 (1977, 1986, 1991, 2006, 2007 e 2008)                                |
| Vasco da Gama        | Rio de Janeiro    | RJ     | 4º (Série B) | São Januário              | 21 680     | 4 (1974, 1989, 1997 e 2000)                                            |

## Estádios
| América Mineiro | Athletico Paranaense | Atlético Mineiro | Bahia | Botafogo | Corinthians        |
| Independência | Ligga Arena | Arena MRV | Itaipava Arena Fonte Nova | Nilton Santos | Neo Química Arena  |
| Capacidade: 23 018 | Capacidade: 42 370 | Capacidade: 44 892 | Capacidade: 50 025 | Capacidade: 44 661 | Capacidade: 47 605 |
| | | | | |                    |
| Coritiba | \| América-MG Athletico-PR Atlético-MG Bahia Fortaleza Coritiba Cruzeiro Cuiabá Goiás Grêmio Internacional RB Bragantino Santos Rio de Janeiro São Paulo Rio de Janeiro: Botafogo Flamengo Fluminense Vasco da Gama São Paulo: Corinthians Palmeiras São PauloLocalização das equipes participantes da Série A de 2023 \| | \| América-MG Athletico-PR Atlético-MG Bahia Fortaleza Coritiba Cruzeiro Cuiabá Goiás Grêmio Internacional RB Bragantino Santos Rio de Janeiro São Paulo Rio de Janeiro: Botafogo Flamengo Fluminense Vasco da Gama São Paulo: Corinthians Palmeiras São PauloLocalização das equipes participantes da Série A de 2023 \| | \| América-MG Athletico-PR Atlético-MG Bahia Fortaleza Coritiba Cruzeiro Cuiabá Goiás Grêmio Internacional RB Bragantino Santos Rio de Janeiro São Paulo Rio de Janeiro: Botafogo Flamengo Fluminense Vasco da Gama São Paulo: Corinthians Palmeiras São PauloLocalização das equipes participantes da Série A de 2023 \| | \| América-MG Athletico-PR Atlético-MG Bahia Fortaleza Coritiba Cruzeiro Cuiabá Goiás Grêmio Internacional RB Bragantino Santos Rio de Janeiro São Paulo Rio de Janeiro: Botafogo Flamengo Fluminense Vasco da Gama São Paulo: Corinthians Palmeiras São PauloLocalização das equipes participantes da Série A de 2023 \| | Cruzeiro           |
| Couto Pereira | \| América-MG Athletico-PR Atlético-MG Bahia Fortaleza Coritiba Cruzeiro Cuiabá Goiás Grêmio Internacional RB Bragantino Santos Rio de Janeiro São Paulo Rio de Janeiro: Botafogo Flamengo Fluminense Vasco da Gama São Paulo: Corinthians Palmeiras São PauloLocalização das equipes participantes da Série A de 2023 \| | \| América-MG Athletico-PR Atlético-MG Bahia Fortaleza Coritiba Cruzeiro Cuiabá Goiás Grêmio Internacional RB Bragantino Santos Rio de Janeiro São Paulo Rio de Janeiro: Botafogo Flamengo Fluminense Vasco da Gama São Paulo: Corinthians Palmeiras São PauloLocalização das equipes participantes da Série A de 2023 \| | \| América-MG Athletico-PR Atlético-MG Bahia Fortaleza Coritiba Cruzeiro Cuiabá Goiás Grêmio Internacional RB Bragantino Santos Rio de Janeiro São Paulo Rio de Janeiro: Botafogo Flamengo Fluminense Vasco da Gama São Paulo: Corinthians Palmeiras São PauloLocalização das equipes participantes da Série A de 2023 \| | \| América-MG Athletico-PR Atlético-MG Bahia Fortaleza Coritiba Cruzeiro Cuiabá Goiás Grêmio Internacional RB Bragantino Santos Rio de Janeiro São Paulo Rio de Janeiro: Botafogo Flamengo Fluminense Vasco da Gama São Paulo: Corinthians Palmeiras São PauloLocalização das equipes participantes da Série A de 2023 \| | Mineirão           |
| Capacidade: 40 502 | \| América-MG Athletico-PR Atlético-MG Bahia Fortaleza Coritiba Cruzeiro Cuiabá Goiás Grêmio Internacional RB Bragantino Santos Rio de Janeiro São Paulo Rio de Janeiro: Botafogo Flamengo Fluminense Vasco da Gama São Paulo: Corinthians Palmeiras São PauloLocalização das equipes participantes da Série A de 2023 \| | \| América-MG Athletico-PR Atlético-MG Bahia Fortaleza Coritiba Cruzeiro Cuiabá Goiás Grêmio Internacional RB Bragantino Santos Rio de Janeiro São Paulo Rio de Janeiro: Botafogo Flamengo Fluminense Vasco da Gama São Paulo: Corinthians Palmeiras São PauloLocalização das equipes participantes da Série A de 2023 \| | \| América-MG Athletico-PR Atlético-MG Bahia Fortaleza Coritiba Cruzeiro Cuiabá Goiás Grêmio Internacional RB Bragantino Santos Rio de Janeiro São Paulo Rio de Janeiro: Botafogo Flamengo Fluminense Vasco da Gama São Paulo: Corinthians Palmeiras São PauloLocalização das equipes participantes da Série A de 2023 \| | \| América-MG Athletico-PR Atlético-MG Bahia Fortaleza Coritiba Cruzeiro Cuiabá Goiás Grêmio Internacional RB Bragantino Santos Rio de Janeiro São Paulo Rio de Janeiro: Botafogo Flamengo Fluminense Vasco da Gama São Paulo: Corinthians Palmeiras São PauloLocalização das equipes participantes da Série A de 2023 \| | Capacidade: 61 927 |
| | \| América-MG Athletico-PR Atlético-MG Bahia Fortaleza Coritiba Cruzeiro Cuiabá Goiás Grêmio Internacional RB Bragantino Santos Rio de Janeiro São Paulo Rio de Janeiro: Botafogo Flamengo Fluminense Vasco da Gama São Paulo: Corinthians Palmeiras São PauloLocalização das equipes participantes da Série A de 2023 \| | \| América-MG Athletico-PR Atlético-MG Bahia Fortaleza Coritiba Cruzeiro Cuiabá Goiás Grêmio Internacional RB Bragantino Santos Rio de Janeiro São Paulo Rio de Janeiro: Botafogo Flamengo Fluminense Vasco da Gama São Paulo: Corinthians Palmeiras São PauloLocalização das equipes participantes da Série A de 2023 \| | \| América-MG Athletico-PR Atlético-MG Bahia Fortaleza Coritiba Cruzeiro Cuiabá Goiás Grêmio Internacional RB Bragantino Santos Rio de Janeiro São Paulo Rio de Janeiro: Botafogo Flamengo Fluminense Vasco da Gama São Paulo: Corinthians Palmeiras São PauloLocalização das equipes participantes da Série A de 2023 \| | \| América-MG Athletico-PR Atlético-MG Bahia Fortaleza Coritiba Cruzeiro Cuiabá Goiás Grêmio Internacional RB Bragantino Santos Rio de Janeiro São Paulo Rio de Janeiro: Botafogo Flamengo Fluminense Vasco da Gama São Paulo: Corinthians Palmeiras São PauloLocalização das equipes participantes da Série A de 2023 \| |                    |
| Cuiabá | \| América-MG Athletico-PR Atlético-MG Bahia Fortaleza Coritiba Cruzeiro Cuiabá Goiás Grêmio Internacional RB Bragantino Santos Rio de Janeiro São Paulo Rio de Janeiro: Botafogo Flamengo Fluminense Vasco da Gama São Paulo: Corinthians Palmeiras São PauloLocalização das equipes participantes da Série A de 2023 \| | \| América-MG Athletico-PR Atlético-MG Bahia Fortaleza Coritiba Cruzeiro Cuiabá Goiás Grêmio Internacional RB Bragantino Santos Rio de Janeiro São Paulo Rio de Janeiro: Botafogo Flamengo Fluminense Vasco da Gama São Paulo: Corinthians Palmeiras São PauloLocalização das equipes participantes da Série A de 2023 \| | \| América-MG Athletico-PR Atlético-MG Bahia Fortaleza Coritiba Cruzeiro Cuiabá Goiás Grêmio Internacional RB Bragantino Santos Rio de Janeiro São Paulo Rio de Janeiro: Botafogo Flamengo Fluminense Vasco da Gama São Paulo: Corinthians Palmeiras São PauloLocalização das equipes participantes da Série A de 2023 \| | \| América-MG Athletico-PR Atlético-MG Bahia Fortaleza Coritiba Cruzeiro Cuiabá Goiás Grêmio Internacional RB Bragantino Santos Rio de Janeiro São Paulo Rio de Janeiro: Botafogo Flamengo Fluminense Vasco da Gama São Paulo: Corinthians Palmeiras São PauloLocalização das equipes participantes da Série A de 2023 \| | Flamengo           |
| Arena Pantanal | \| América-MG Athletico-PR Atlético-MG Bahia Fortaleza Coritiba Cruzeiro Cuiabá Goiás Grêmio Internacional RB Bragantino Santos Rio de Janeiro São Paulo Rio de Janeiro: Botafogo Flamengo Fluminense Vasco da Gama São Paulo: Corinthians Palmeiras São PauloLocalização das equipes participantes da Série A de 2023 \| | \| América-MG Athletico-PR Atlético-MG Bahia Fortaleza Coritiba Cruzeiro Cuiabá Goiás Grêmio Internacional RB Bragantino Santos Rio de Janeiro São Paulo Rio de Janeiro: Botafogo Flamengo Fluminense Vasco da Gama São Paulo: Corinthians Palmeiras São PauloLocalização das equipes participantes da Série A de 2023 \| | \| América-MG Athletico-PR Atlético-MG Bahia Fortaleza Coritiba Cruzeiro Cuiabá Goiás Grêmio Internacional RB Bragantino Santos Rio de Janeiro São Paulo Rio de Janeiro: Botafogo Flamengo Fluminense Vasco da Gama São Paulo: Corinthians Palmeiras São PauloLocalização das equipes participantes da Série A de 2023 \| | \| América-MG Athletico-PR Atlético-MG Bahia Fortaleza Coritiba Cruzeiro Cuiabá Goiás Grêmio Internacional RB Bragantino Santos Rio de Janeiro São Paulo Rio de Janeiro: Botafogo Flamengo Fluminense Vasco da Gama São Paulo: Corinthians Palmeiras São PauloLocalização das equipes participantes da Série A de 2023 \| | Maracanã           |
| Capacidade: 44 000 | \| América-MG Athletico-PR Atlético-MG Bahia Fortaleza Coritiba Cruzeiro Cuiabá Goiás Grêmio Internacional RB Bragantino Santos Rio de Janeiro São Paulo Rio de Janeiro: Botafogo Flamengo Fluminense Vasco da Gama São Paulo: Corinthians Palmeiras São PauloLocalização das equipes participantes da Série A de 2023 \| | \| América-MG Athletico-PR Atlético-MG Bahia Fortaleza Coritiba Cruzeiro Cuiabá Goiás Grêmio Internacional RB Bragantino Santos Rio de Janeiro São Paulo Rio de Janeiro: Botafogo Flamengo Fluminense Vasco da Gama São Paulo: Corinthians Palmeiras São PauloLocalização das equipes participantes da Série A de 2023 \| | \| América-MG Athletico-PR Atlético-MG Bahia Fortaleza Coritiba Cruzeiro Cuiabá Goiás Grêmio Internacional RB Bragantino Santos Rio de Janeiro São Paulo Rio de Janeiro: Botafogo Flamengo Fluminense Vasco da Gama São Paulo: Corinthians Palmeiras São PauloLocalização das equipes participantes da Série A de 2023 \| | \| América-MG Athletico-PR Atlético-MG Bahia Fortaleza Coritiba Cruzeiro Cuiabá Goiás Grêmio Internacional RB Bragantino Santos Rio de Janeiro São Paulo Rio de Janeiro: Botafogo Flamengo Fluminense Vasco da Gama São Paulo: Corinthians Palmeiras São PauloLocalização das equipes participantes da Série A de 2023 \| | Capacidade: 78 838 |
| | \| América-MG Athletico-PR Atlético-MG Bahia Fortaleza Coritiba Cruzeiro Cuiabá Goiás Grêmio Internacional RB Bragantino Santos Rio de Janeiro São Paulo Rio de Janeiro: Botafogo Flamengo Fluminense Vasco da Gama São Paulo: Corinthians Palmeiras São PauloLocalização das equipes participantes da Série A de 2023 \| | \| América-MG Athletico-PR Atlético-MG Bahia Fortaleza Coritiba Cruzeiro Cuiabá Goiás Grêmio Internacional RB Bragantino Santos Rio de Janeiro São Paulo Rio de Janeiro: Botafogo Flamengo Fluminense Vasco da Gama São Paulo: Corinthians Palmeiras São PauloLocalização das equipes participantes da Série A de 2023 \| | \| América-MG Athletico-PR Atlético-MG Bahia Fortaleza Coritiba Cruzeiro Cuiabá Goiás Grêmio Internacional RB Bragantino Santos Rio de Janeiro São Paulo Rio de Janeiro: Botafogo Flamengo Fluminense Vasco da Gama São Paulo: Corinthians Palmeiras São PauloLocalização das equipes participantes da Série A de 2023 \| | \| América-MG Athletico-PR Atlético-MG Bahia Fortaleza Coritiba Cruzeiro Cuiabá Goiás Grêmio Internacional RB Bragantino Santos Rio de Janeiro São Paulo Rio de Janeiro: Botafogo Flamengo Fluminense Vasco da Gama São Paulo: Corinthians Palmeiras São PauloLocalização das equipes participantes da Série A de 2023 \| |                    |
| Fluminense | \| América-MG Athletico-PR Atlético-MG Bahia Fortaleza Coritiba Cruzeiro Cuiabá Goiás Grêmio Internacional RB Bragantino Santos Rio de Janeiro São Paulo Rio de Janeiro: Botafogo Flamengo Fluminense Vasco da Gama São Paulo: Corinthians Palmeiras São PauloLocalização das equipes participantes da Série A de 2023 \| | \| América-MG Athletico-PR Atlético-MG Bahia Fortaleza Coritiba Cruzeiro Cuiabá Goiás Grêmio Internacional RB Bragantino Santos Rio de Janeiro São Paulo Rio de Janeiro: Botafogo Flamengo Fluminense Vasco da Gama São Paulo: Corinthians Palmeiras São PauloLocalização das equipes participantes da Série A de 2023 \| | \| América-MG Athletico-PR Atlético-MG Bahia Fortaleza Coritiba Cruzeiro Cuiabá Goiás Grêmio Internacional RB Bragantino Santos Rio de Janeiro São Paulo Rio de Janeiro: Botafogo Flamengo Fluminense Vasco da Gama São Paulo: Corinthians Palmeiras São PauloLocalização das equipes participantes da Série A de 2023 \| | \| América-MG Athletico-PR Atlético-MG Bahia Fortaleza Coritiba Cruzeiro Cuiabá Goiás Grêmio Internacional RB Bragantino Santos Rio de Janeiro São Paulo Rio de Janeiro: Botafogo Flamengo Fluminense Vasco da Gama São Paulo: Corinthians Palmeiras São PauloLocalização das equipes participantes da Série A de 2023 \| | Fortaleza          |
| Maracanã | \| América-MG Athletico-PR Atlético-MG Bahia Fortaleza Coritiba Cruzeiro Cuiabá Goiás Grêmio Internacional RB Bragantino Santos Rio de Janeiro São Paulo Rio de Janeiro: Botafogo Flamengo Fluminense Vasco da Gama São Paulo: Corinthians Palmeiras São PauloLocalização das equipes participantes da Série A de 2023 \| | \| América-MG Athletico-PR Atlético-MG Bahia Fortaleza Coritiba Cruzeiro Cuiabá Goiás Grêmio Internacional RB Bragantino Santos Rio de Janeiro São Paulo Rio de Janeiro: Botafogo Flamengo Fluminense Vasco da Gama São Paulo: Corinthians Palmeiras São PauloLocalização das equipes participantes da Série A de 2023 \| | \| América-MG Athletico-PR Atlético-MG Bahia Fortaleza Coritiba Cruzeiro Cuiabá Goiás Grêmio Internacional RB Bragantino Santos Rio de Janeiro São Paulo Rio de Janeiro: Botafogo Flamengo Fluminense Vasco da Gama São Paulo: Corinthians Palmeiras São PauloLocalização das equipes participantes da Série A de 2023 \| | \| América-MG Athletico-PR Atlético-MG Bahia Fortaleza Coritiba Cruzeiro Cuiabá Goiás Grêmio Internacional RB Bragantino Santos Rio de Janeiro São Paulo Rio de Janeiro: Botafogo Flamengo Fluminense Vasco da Gama São Paulo: Corinthians Palmeiras São PauloLocalização das equipes participantes da Série A de 2023 \| | Arena Castelão     |
| Capacidade: 78 838 | \| América-MG Athletico-PR Atlético-MG Bahia Fortaleza Coritiba Cruzeiro Cuiabá Goiás Grêmio Internacional RB Bragantino Santos Rio de Janeiro São Paulo Rio de Janeiro: Botafogo Flamengo Fluminense Vasco da Gama São Paulo: Corinthians Palmeiras São PauloLocalização das equipes participantes da Série A de 2023 \| | \| América-MG Athletico-PR Atlético-MG Bahia Fortaleza Coritiba Cruzeiro Cuiabá Goiás Grêmio Internacional RB Bragantino Santos Rio de Janeiro São Paulo Rio de Janeiro: Botafogo Flamengo Fluminense Vasco da Gama São Paulo: Corinthians Palmeiras São PauloLocalização das equipes participantes da Série A de 2023 \| | \| América-MG Athletico-PR Atlético-MG Bahia Fortaleza Coritiba Cruzeiro Cuiabá Goiás Grêmio Internacional RB Bragantino Santos Rio de Janeiro São Paulo Rio de Janeiro: Botafogo Flamengo Fluminense Vasco da Gama São Paulo: Corinthians Palmeiras São PauloLocalização das equipes participantes da Série A de 2023 \| | \| América-MG Athletico-PR Atlético-MG Bahia Fortaleza Coritiba Cruzeiro Cuiabá Goiás Grêmio Internacional RB Bragantino Santos Rio de Janeiro São Paulo Rio de Janeiro: Botafogo Flamengo Fluminense Vasco da Gama São Paulo: Corinthians Palmeiras São PauloLocalização das equipes participantes da Série A de 2023 \| | Capacidade: 63 903 |
| | \| América-MG Athletico-PR Atlético-MG Bahia Fortaleza Coritiba Cruzeiro Cuiabá Goiás Grêmio Internacional RB Bragantino Santos Rio de Janeiro São Paulo Rio de Janeiro: Botafogo Flamengo Fluminense Vasco da Gama São Paulo: Corinthians Palmeiras São PauloLocalização das equipes participantes da Série A de 2023 \| | \| América-MG Athletico-PR Atlético-MG Bahia Fortaleza Coritiba Cruzeiro Cuiabá Goiás Grêmio Internacional RB Bragantino Santos Rio de Janeiro São Paulo Rio de Janeiro: Botafogo Flamengo Fluminense Vasco da Gama São Paulo: Corinthians Palmeiras São PauloLocalização das equipes participantes da Série A de 2023 \| | \| América-MG Athletico-PR Atlético-MG Bahia Fortaleza Coritiba Cruzeiro Cuiabá Goiás Grêmio Internacional RB Bragantino Santos Rio de Janeiro São Paulo Rio de Janeiro: Botafogo Flamengo Fluminense Vasco da Gama São Paulo: Corinthians Palmeiras São PauloLocalização das equipes participantes da Série A de 2023 \| | \| América-MG Athletico-PR Atlético-MG Bahia Fortaleza Coritiba Cruzeiro Cuiabá Goiás Grêmio Internacional RB Bragantino Santos Rio de Janeiro São Paulo Rio de Janeiro: Botafogo Flamengo Fluminense Vasco da Gama São Paulo: Corinthians Palmeiras São PauloLocalização das equipes participantes da Série A de 2023 \| |                    |
| Goiás | \| América-MG Athletico-PR Atlético-MG Bahia Fortaleza Coritiba Cruzeiro Cuiabá Goiás Grêmio Internacional RB Bragantino Santos Rio de Janeiro São Paulo Rio de Janeiro: Botafogo Flamengo Fluminense Vasco da Gama São Paulo: Corinthians Palmeiras São PauloLocalização das equipes participantes da Série A de 2023 \| | \| América-MG Athletico-PR Atlético-MG Bahia Fortaleza Coritiba Cruzeiro Cuiabá Goiás Grêmio Internacional RB Bragantino Santos Rio de Janeiro São Paulo Rio de Janeiro: Botafogo Flamengo Fluminense Vasco da Gama São Paulo: Corinthians Palmeiras São PauloLocalização das equipes participantes da Série A de 2023 \| | \| América-MG Athletico-PR Atlético-MG Bahia Fortaleza Coritiba Cruzeiro Cuiabá Goiás Grêmio Internacional RB Bragantino Santos Rio de Janeiro São Paulo Rio de Janeiro: Botafogo Flamengo Fluminense Vasco da Gama São Paulo: Corinthians Palmeiras São PauloLocalização das equipes participantes da Série A de 2023 \| | \| América-MG Athletico-PR Atlético-MG Bahia Fortaleza Coritiba Cruzeiro Cuiabá Goiás Grêmio Internacional RB Bragantino Santos Rio de Janeiro São Paulo Rio de Janeiro: Botafogo Flamengo Fluminense Vasco da Gama São Paulo: Corinthians Palmeiras São PauloLocalização das equipes participantes da Série A de 2023 \| | Grêmio             |
| Serrinha | \| América-MG Athletico-PR Atlético-MG Bahia Fortaleza Coritiba Cruzeiro Cuiabá Goiás Grêmio Internacional RB Bragantino Santos Rio de Janeiro São Paulo Rio de Janeiro: Botafogo Flamengo Fluminense Vasco da Gama São Paulo: Corinthians Palmeiras São PauloLocalização das equipes participantes da Série A de 2023 \| | \| América-MG Athletico-PR Atlético-MG Bahia Fortaleza Coritiba Cruzeiro Cuiabá Goiás Grêmio Internacional RB Bragantino Santos Rio de Janeiro São Paulo Rio de Janeiro: Botafogo Flamengo Fluminense Vasco da Gama São Paulo: Corinthians Palmeiras São PauloLocalização das equipes participantes da Série A de 2023 \| | \| América-MG Athletico-PR Atlético-MG Bahia Fortaleza Coritiba Cruzeiro Cuiabá Goiás Grêmio Internacional RB Bragantino Santos Rio de Janeiro São Paulo Rio de Janeiro: Botafogo Flamengo Fluminense Vasco da Gama São Paulo: Corinthians Palmeiras São PauloLocalização das equipes participantes da Série A de 2023 \| | \| América-MG Athletico-PR Atlético-MG Bahia Fortaleza Coritiba Cruzeiro Cuiabá Goiás Grêmio Internacional RB Bragantino Santos Rio de Janeiro São Paulo Rio de Janeiro: Botafogo Flamengo Fluminense Vasco da Gama São Paulo: Corinthians Palmeiras São PauloLocalização das equipes participantes da Série A de 2023 \| | Arena do Grêmio    |
| Capacidade: 14 525 | \| América-MG Athletico-PR Atlético-MG Bahia Fortaleza Coritiba Cruzeiro Cuiabá Goiás Grêmio Internacional RB Bragantino Santos Rio de Janeiro São Paulo Rio de Janeiro: Botafogo Flamengo Fluminense Vasco da Gama São Paulo: Corinthians Palmeiras São PauloLocalização das equipes participantes da Série A de 2023 \| | \| América-MG Athletico-PR Atlético-MG Bahia Fortaleza Coritiba Cruzeiro Cuiabá Goiás Grêmio Internacional RB Bragantino Santos Rio de Janeiro São Paulo Rio de Janeiro: Botafogo Flamengo Fluminense Vasco da Gama São Paulo: Corinthians Palmeiras São PauloLocalização das equipes participantes da Série A de 2023 \| | \| América-MG Athletico-PR Atlético-MG Bahia Fortaleza Coritiba Cruzeiro Cuiabá Goiás Grêmio Internacional RB Bragantino Santos Rio de Janeiro São Paulo Rio de Janeiro: Botafogo Flamengo Fluminense Vasco da Gama São Paulo: Corinthians Palmeiras São PauloLocalização das equipes participantes da Série A de 2023 \| | \| América-MG Athletico-PR Atlético-MG Bahia Fortaleza Coritiba Cruzeiro Cuiabá Goiás Grêmio Internacional RB Bragantino Santos Rio de Janeiro São Paulo Rio de Janeiro: Botafogo Flamengo Fluminense Vasco da Gama São Paulo: Corinthians Palmeiras São PauloLocalização das equipes participantes da Série A de 2023 \| | Capacidade: 55 662 |
| | \| América-MG Athletico-PR Atlético-MG Bahia Fortaleza Coritiba Cruzeiro Cuiabá Goiás Grêmio Internacional RB Bragantino Santos Rio de Janeiro São Paulo Rio de Janeiro: Botafogo Flamengo Fluminense Vasco da Gama São Paulo: Corinthians Palmeiras São PauloLocalização das equipes participantes da Série A de 2023 \| | \| América-MG Athletico-PR Atlético-MG Bahia Fortaleza Coritiba Cruzeiro Cuiabá Goiás Grêmio Internacional RB Bragantino Santos Rio de Janeiro São Paulo Rio de Janeiro: Botafogo Flamengo Fluminense Vasco da Gama São Paulo: Corinthians Palmeiras São PauloLocalização das equipes participantes da Série A de 2023 \| | \| América-MG Athletico-PR Atlético-MG Bahia Fortaleza Coritiba Cruzeiro Cuiabá Goiás Grêmio Internacional RB Bragantino Santos Rio de Janeiro São Paulo Rio de Janeiro: Botafogo Flamengo Fluminense Vasco da Gama São Paulo: Corinthians Palmeiras São PauloLocalização das equipes participantes da Série A de 2023 \| | \| América-MG Athletico-PR Atlético-MG Bahia Fortaleza Coritiba Cruzeiro Cuiabá Goiás Grêmio Internacional RB Bragantino Santos Rio de Janeiro São Paulo Rio de Janeiro: Botafogo Flamengo Fluminense Vasco da Gama São Paulo: Corinthians Palmeiras São PauloLocalização das equipes participantes da Série A de 2023 \| |                    |
| Internacional | Palmeiras | Red Bull Bragantino | Santos | São Paulo | Vasco da Gama      |
| Beira-Rio | Allianz Parque | Nabi Abi Chedid | Vila Belmiro | Morumbi | São Januário       |
| Capacidade: 50 842 | Capacidade:43 713 | Capacidade: 15 010 | Capacidade: 16 795 | Capacidade: 72 039 | Capacidade: 21 680 |
| | | | | |                    |
| América-MG Athletico-PR Atlético-MG Bahia Fortaleza Coritiba Cruzeiro Cuiabá Goiás Grêmio Internacional RB Bragantino Santos Rio de Janeiro São Paulo Rio de Janeiro: Botafogo Flamengo Fluminense Vasco da Gama São Paulo: Corinthians Palmeiras São PauloLocalização das equipes participantes da Série A de 2023 | | | | |                    |

### Outros estádios
Além dos estádios de mando usual, outros estádios foram utilizados devido a punições de perda de mando de campo impostas pelo Superior Tribunal de Justiça Desportiva ou por conta de problemas de interdição dos estádios usuais ou simplesmente por opção dos clubes em mandar seus jogos em outros locais, geralmente buscando uma melhor renda.

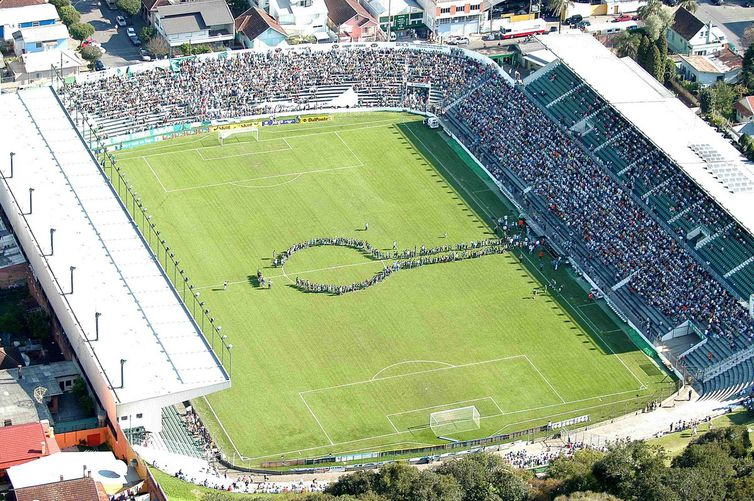
Alfredo Jaconi (Caxias do Sul)
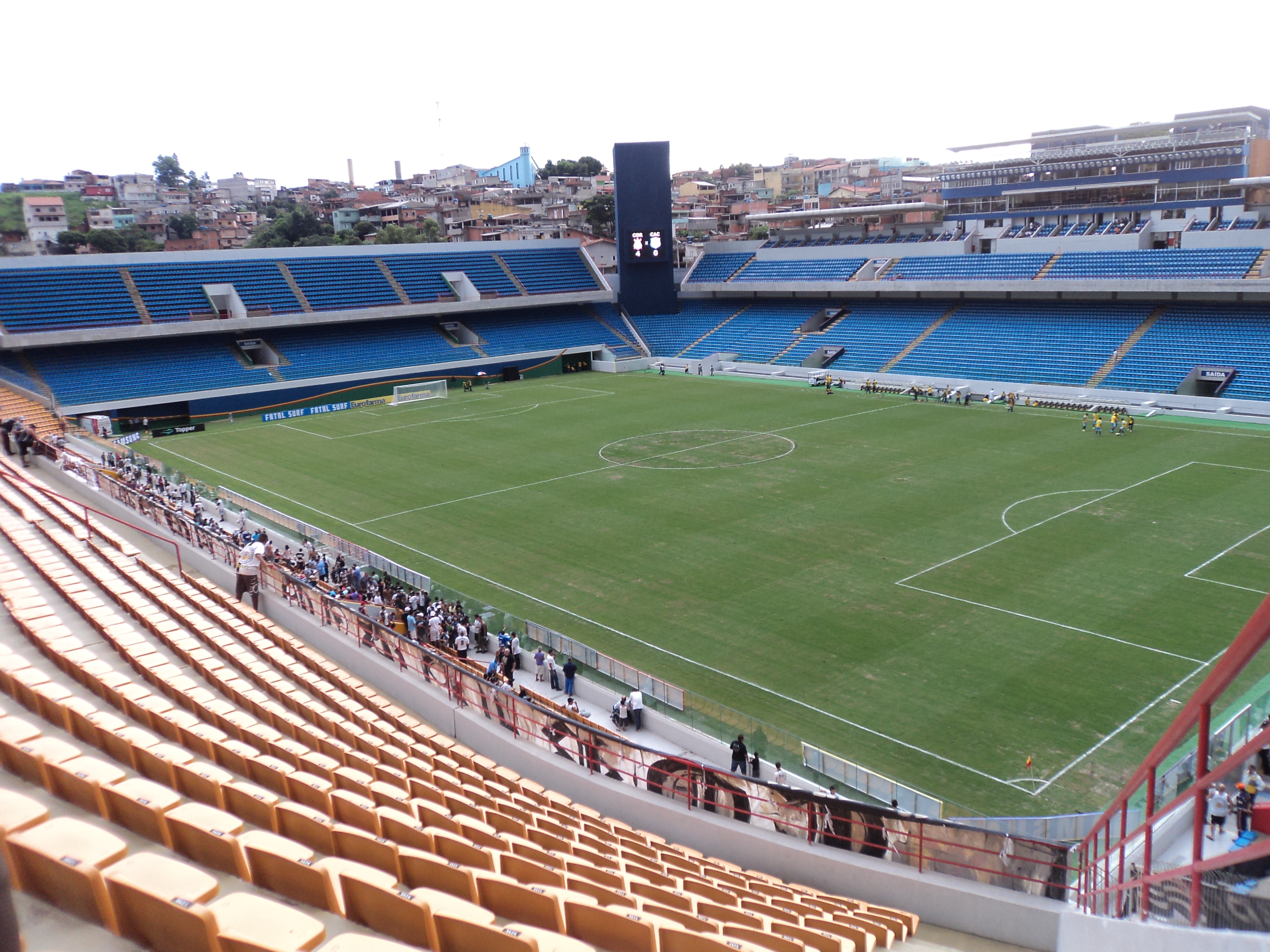
Arena Barueri (Barueri)
Arena do Jacaré (Sete Lagoas)
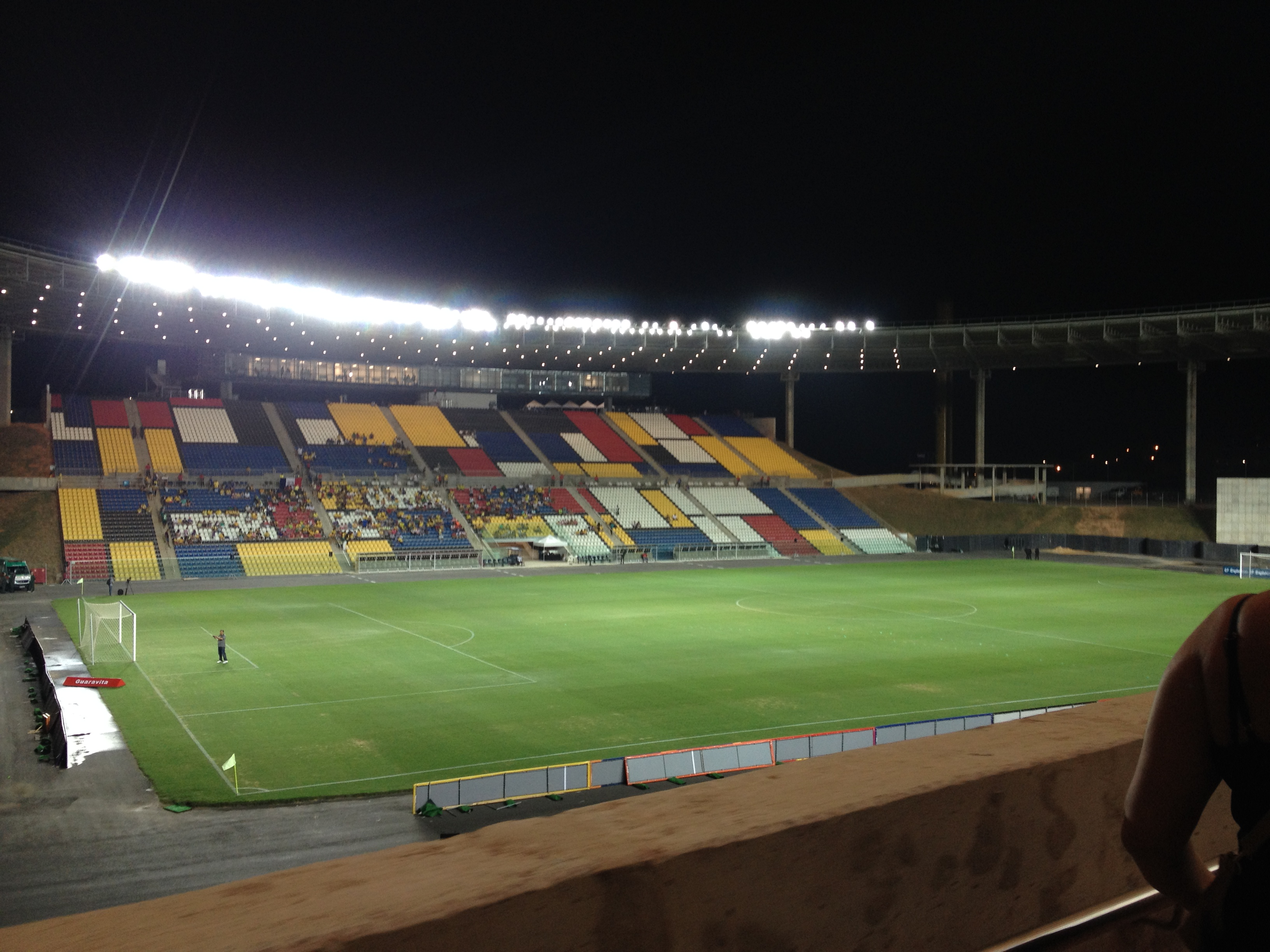
Kleber Andrade (Cariacica)
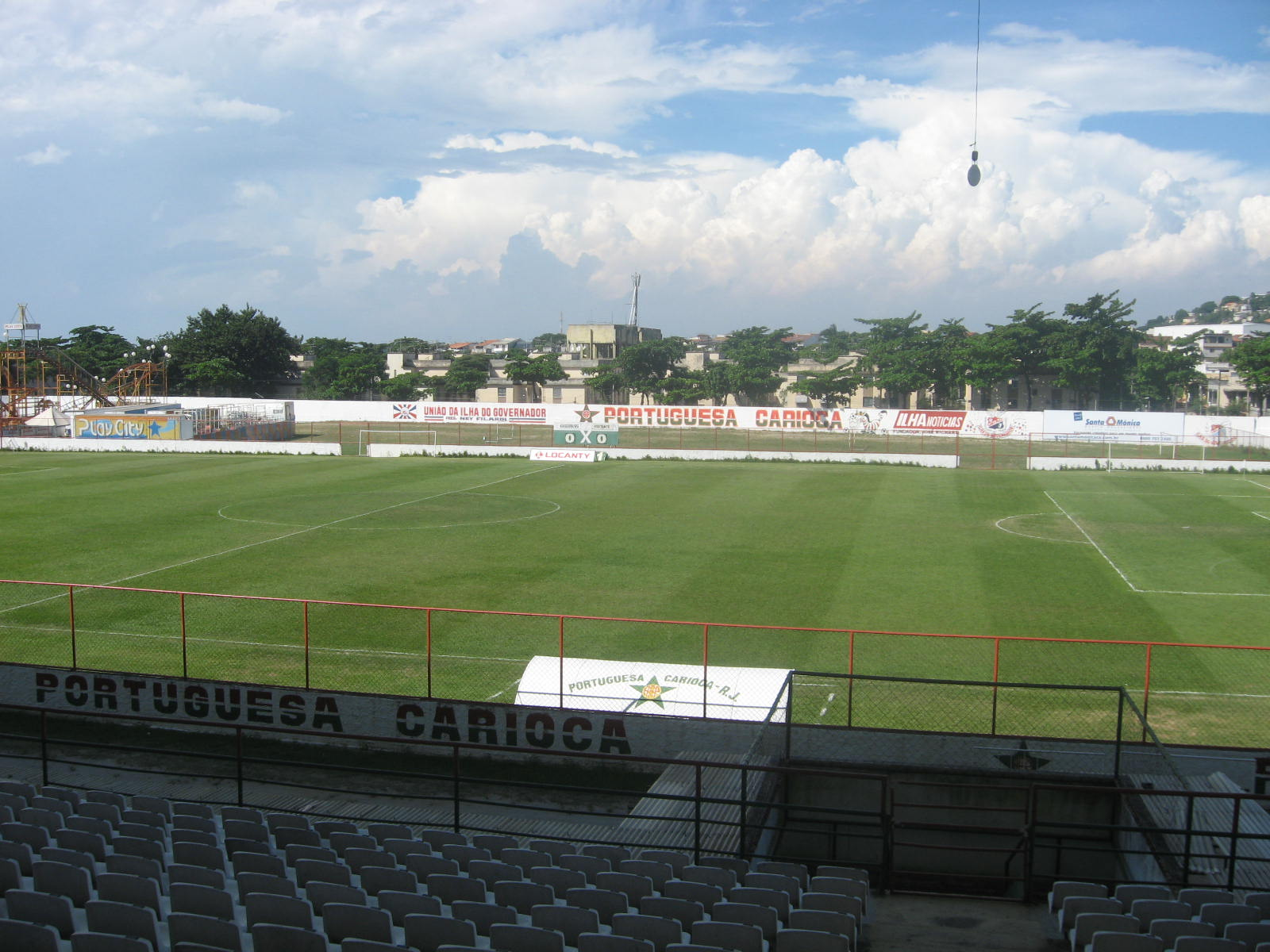
Luso-Brasileiro (Rio de Janeiro)
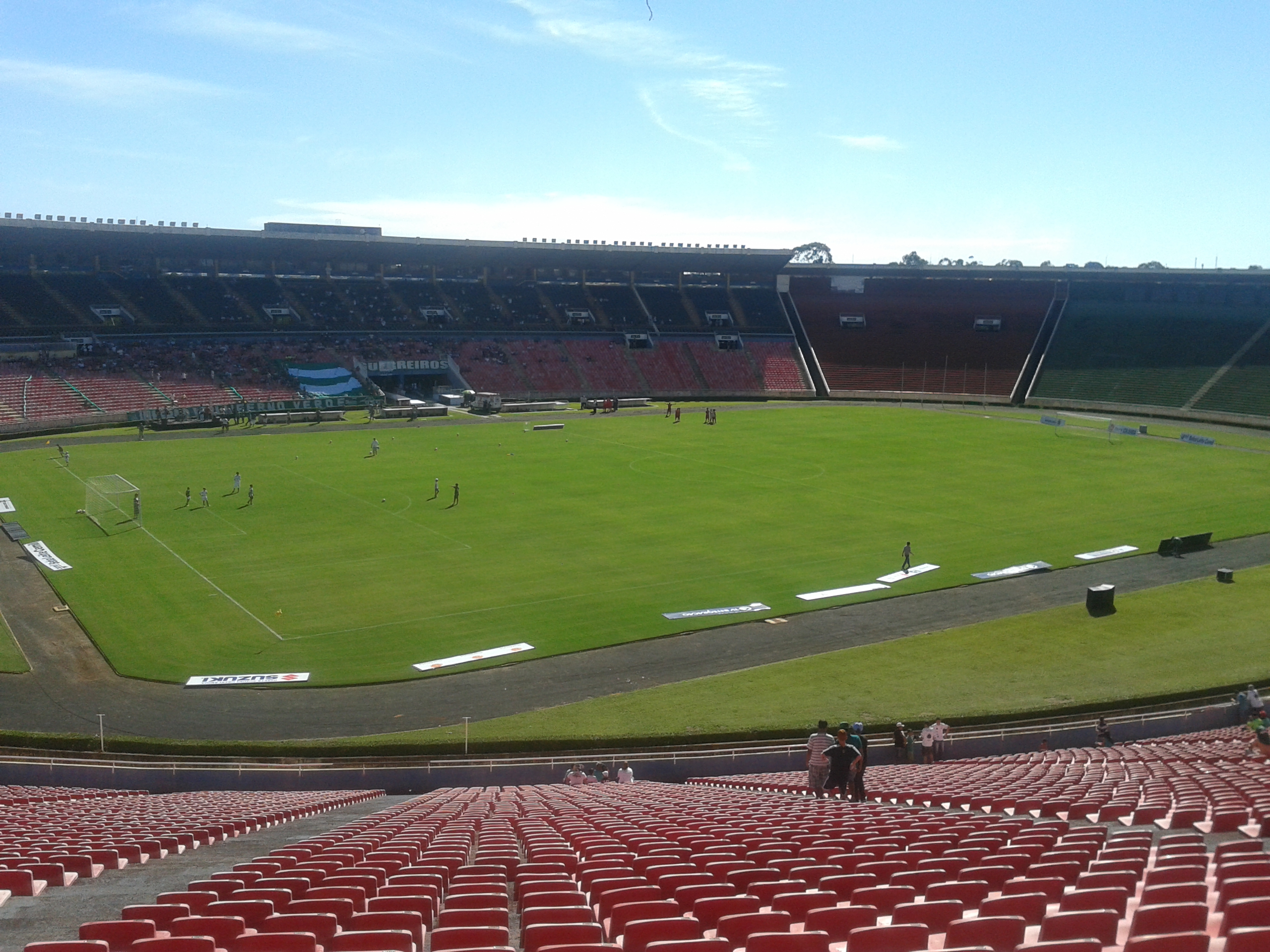
Parque do Sabiá (Uberlândia)
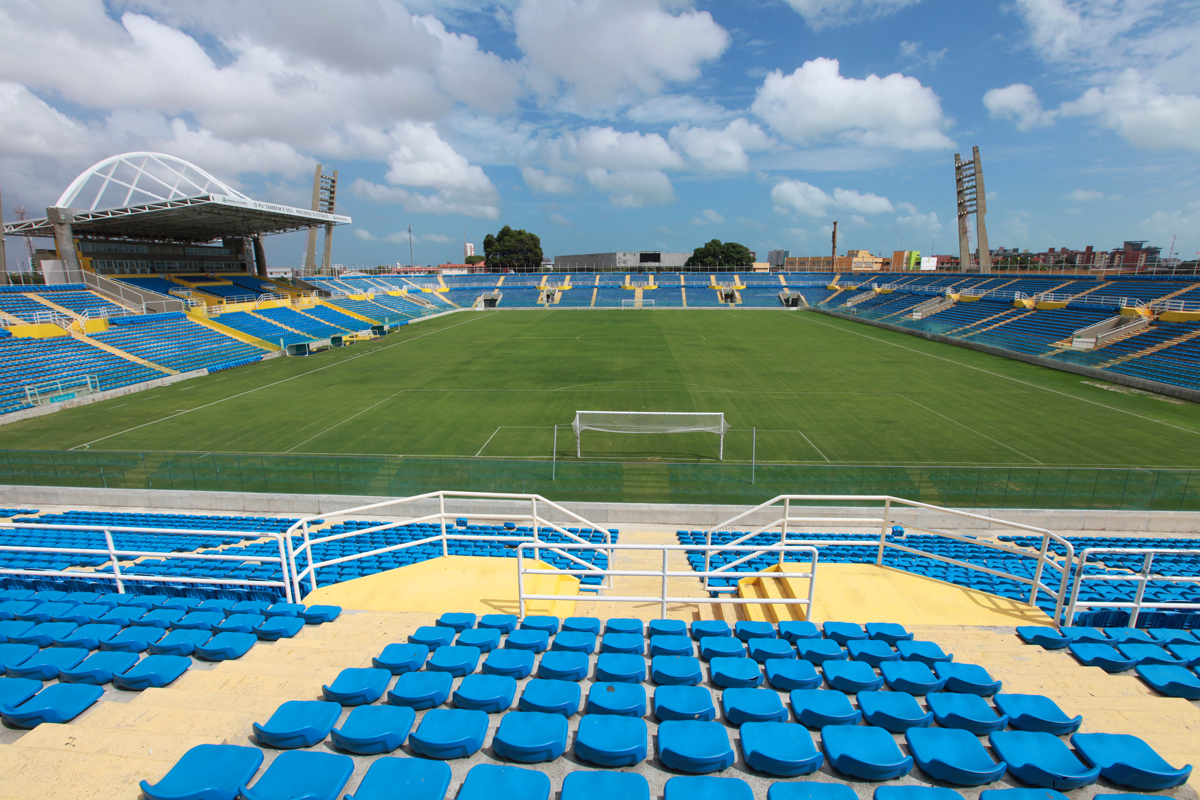
Presidente Vargas (Fortaleza)
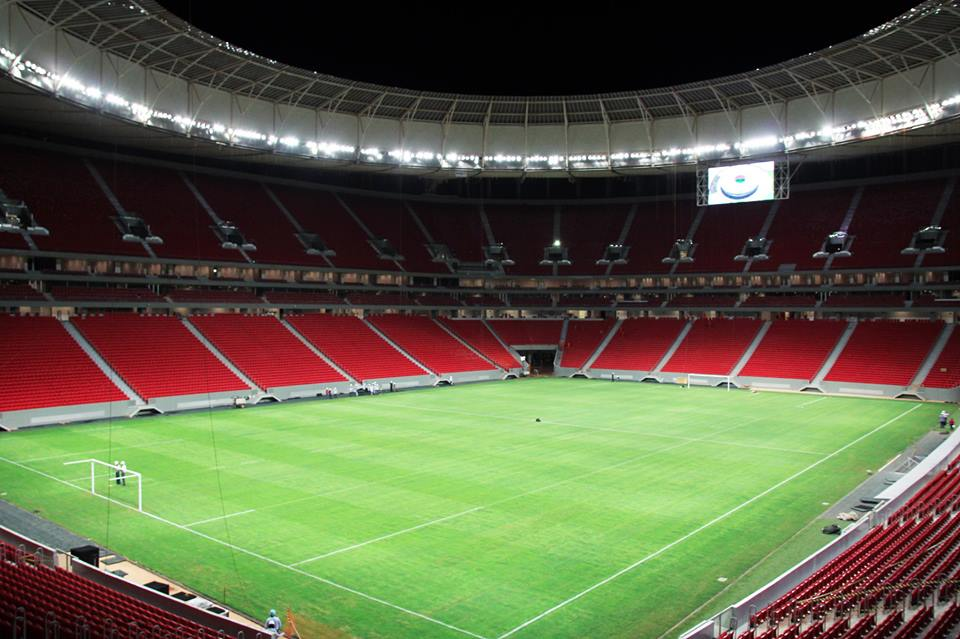
Mané Garrincha (Brasília)
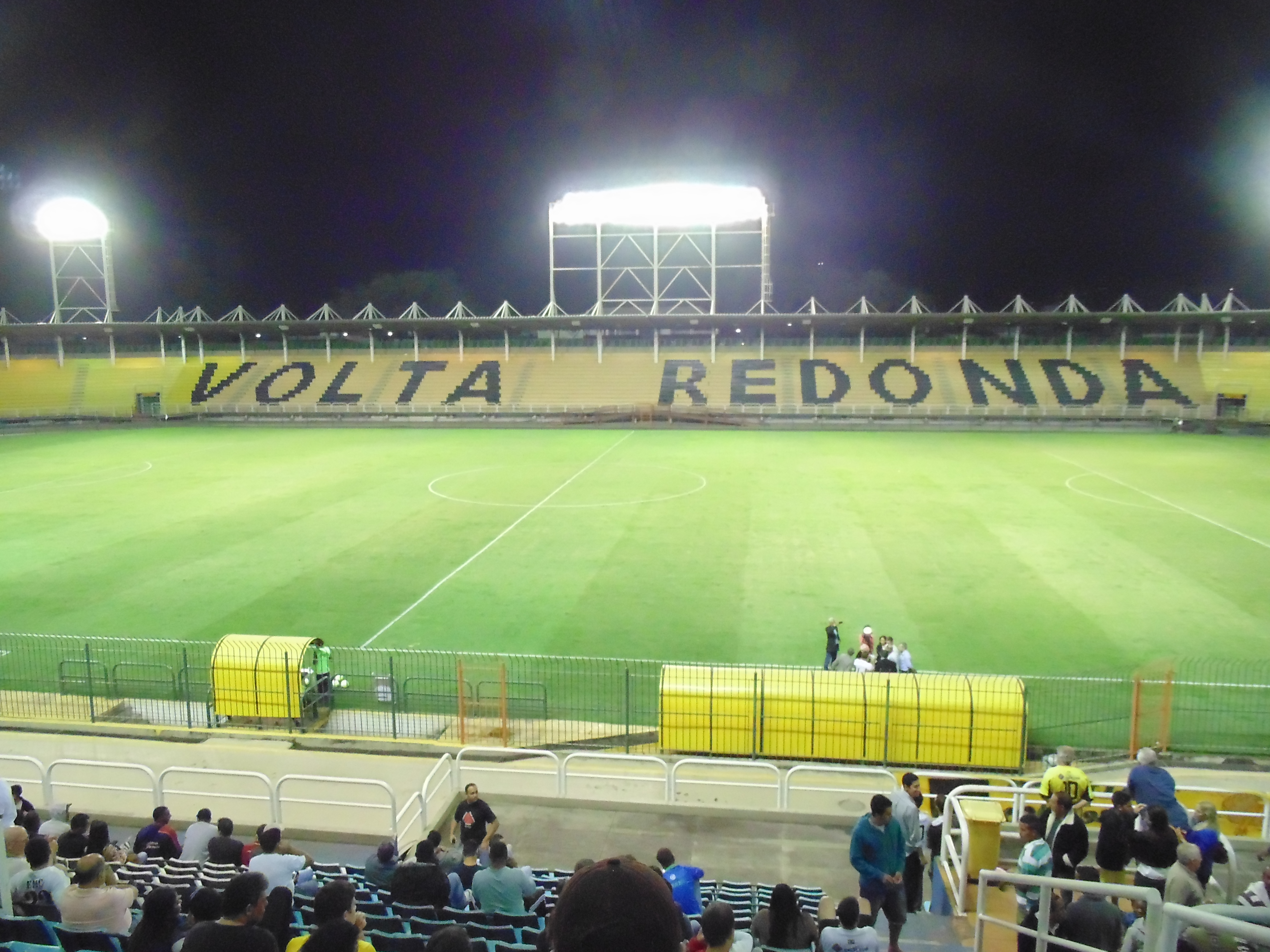
Raulino de Oliveira (Volta Redonda)
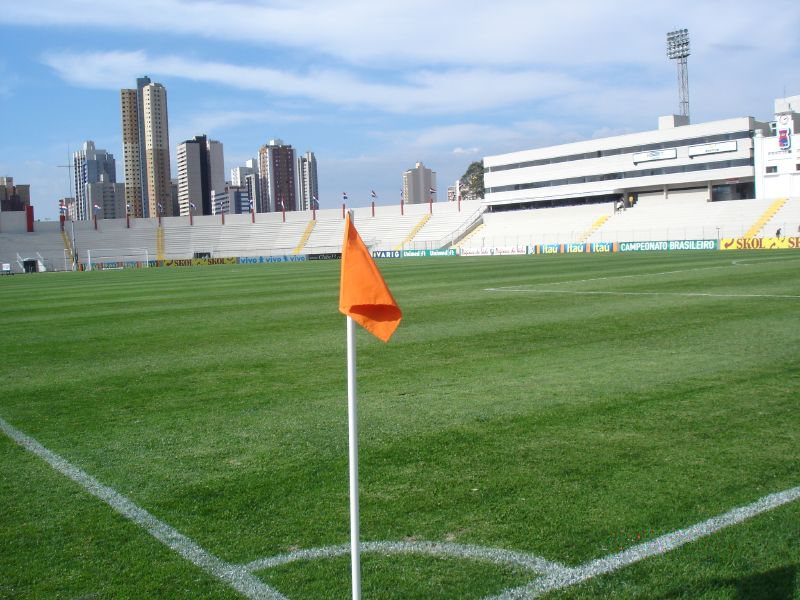
Vila Capanema (Curitiba)

## Transmissão televisiva

### Brasil
Pelo 32º ano consecutivo, o Grupo Globo transmitiu o Brasileirão, sendo até três jogos por rodada em TV aberta, na TV Globo e suas afiliadas, dois jogos por rodada em TV fechada, no SporTV e todos os jogos no sistema pay-per-view, no Premiere, com exceção dos jogos do Athletico Paranaense como mandante, que foram transmitidos em sua própria plataforma de streaming, o Furacão Live, pelo canal do streamer Casimiro no Youtube e na Twitch, e pela TNT, através do bloco TNT Sports.
Além das transmissões em sinal comum, um jogo por rodada foi disponibilizado em resolução 4K pelo SporTV e pela plataforma de streaming Globoplay.

## Classificação
| Pos | Equipe               | Pts | J  | V  | E  | D  | GP | GC | SG  | Classificação ou descenso                    |
| --- | -------------------- | --- | -- | -- | -- | -- | -- | -- | --- | -------------------------------------------- |
| 1   | Palmeiras (C)        | 70  | 38 | 20 | 10 | 8  | 64 | 33 | +31 | Fase de grupos da Copa Libertadores de 2024  |
| 2   | Grêmio               | 68  | 38 | 21 | 5  | 12 | 63 | 56 | +7  | Fase de grupos da Copa Libertadores de 2024  |
| 3   | Atlético Mineiro     | 66  | 38 | 19 | 9  | 10 | 52 | 32 | +20 | Fase de grupos da Copa Libertadores de 2024  |
| 4   | Flamengo             | 66  | 38 | 19 | 9  | 10 | 56 | 42 | +14 | Fase de grupos da Copa Libertadores de 2024  |
| 5   | Botafogo             | 64  | 38 | 18 | 10 | 10 | 58 | 37 | +21 | Segunda fase da Copa Libertadores de 2024    |
| 6   | Red Bull Bragantino  | 62  | 38 | 17 | 11 | 10 | 49 | 35 | +14 | Segunda fase da Copa Libertadores de 2024    |
| 7   | Fluminense           | 56  | 38 | 16 | 8  | 14 | 51 | 47 | +4  | Fase de grupos da Copa Libertadores de 2024  |
| 8   | Athletico Paranaense | 56  | 38 | 14 | 14 | 10 | 51 | 43 | +8  | Fase de grupos da Copa Sul-Americana de 2024 |
| 9   | Internacional        | 55  | 38 | 15 | 10 | 13 | 46 | 45 | +1  | Fase de grupos da Copa Sul-Americana de 2024 |
| 10  | Fortaleza            | 54  | 38 | 15 | 9  | 14 | 45 | 44 | +1  | Fase de grupos da Copa Sul-Americana de 2024 |
| 11  | São Paulo            | 53  | 38 | 14 | 11 | 13 | 40 | 38 | +2  | Fase de grupos da Copa Libertadores de 2024  |
| 12  | Cuiabá               | 51  | 38 | 14 | 9  | 15 | 40 | 39 | +1  | Fase de grupos da Copa Sul-Americana de 2024 |
| 13  | Corinthians          | 50  | 38 | 12 | 14 | 12 | 47 | 48 | −1  | Fase de grupos da Copa Sul-Americana de 2024 |
| 14  | Cruzeiro             | 47  | 38 | 11 | 14 | 13 | 35 | 32 | +3  | Fase de grupos da Copa Sul-Americana de 2024 |
| 15  | Vasco da Gama        | 45  | 38 | 12 | 9  | 17 | 41 | 51 | −10 |                                              |
| 16  | Bahia                | 44  | 38 | 12 | 8  | 18 | 50 | 53 | −3  |                                              |
| 17  | Santos               | 43  | 38 | 11 | 10 | 17 | 39 | 64 | −25 | Rebaixados à Série B de 2024                 |
| 18  | Goiás                | 38  | 38 | 9  | 11 | 18 | 36 | 53 | −17 | Rebaixados à Série B de 2024                 |
| 19  | Coritiba             | 30  | 38 | 8  | 6  | 24 | 41 | 73 | −32 | Rebaixados à Série B de 2024                 |
| 20  | América Mineiro      | 24  | 38 | 5  | 9  | 24 | 42 | 81 | −39 | Rebaixados à Série B de 2024                 |

1. ↑  Fluminense tem vaga garantida na Copa Libertadores de 2024 por ser campeão da Copa Libertadores de 2023.
2. ↑  São Paulo tem vaga garantida na Copa Libertadores de 2024 por ser campeão da Copa do Brasil de 2023.

## Confrontos
| Mandante \ Visitante | AMM | ATP | ATM | BAH | BOT | COR | CTB | CRU | CUI | FLA | FLU | FOR | GOI | GRE | INT | PAL | RBB | SAN | SPA | VAS |
| -------------------- | --- | --- | --- | --- | --- | --- | --- | --- | --- | --- | --- | --- | --- | --- | --- | --- | --- | --- | --- | --- |
| América Mineiro      | —   | 2–2 | 1–1 | 3–2 | 1–2 | 2–0 | 0–3 | 0–4 | 1–2 | 0–3 | 0–3 | 2–1 | 0–1 | 3–4 | 1–2 | 1–4 | 0–2 | 2–0 | 2–1 | 0–1 |
| Athletico Paranaense | 3–2 | —   | 1–1 | 2–0 | 1–0 | 1–0 | 3–2 | 3–3 | 2–0 | 2–1 | 2–2 | 1–1 | 2–0 | 1–2 | 2–1 | 2–2 | 1–1 | 3–0 | 1–1 | 0–0 |
| Atlético Mineiro     | 2–2 | 2–1 | —   | 1–0 | 1–0 | 0–1 | 1–2 | 0–1 | 1–0 | 1–2 | 2–0 | 3–1 | 2–1 | 3–0 | 2–0 | 1–1 | 1–1 | 2–0 | 2–1 | 1–2 |
| Bahia                | 3–1 | 1–1 | 4–1 | —   | 1–2 | 0–0 | 3–1 | 2–2 | 0–3 | 2–3 | 1–0 | 2–0 | 1–1 | 1–2 | 1–0 | 1–0 | 4–0 | 1–2 | 0–1 | 1–1 |
| Botafogo             | 2–0 | 1–1 | 2–0 | 3–0 | —   | 3–0 | 4–1 | 0–0 | 0–1 | 1–2 | 1–0 | 2–0 | 1–1 | 3–4 | 3–1 | 3–4 | 2–0 | 1–1 | 2–1 | 2–0 |
| Corinthians          | 1–1 | 1–0 | 1–1 | 1–5 | 1–0 | —   | 3–1 | 2–1 | 1–1 | 1–1 | 2–0 | 1–1 | 1–1 | 4–4 | 1–2 | 0–0 | 0–1 | 1–1 | 1–1 | 3–1 |
| Coritiba             | 3–1 | 2–0 | 1–2 | 2–4 | 1–1 | 0–2 | —   | 1–0 | 0–3 | 2–3 | 2–0 | 0–3 | 0–1 | 1–2 | 0–1 | 0–2 | 0–1 | 0–0 | 1–1 | 0–0 |
| Cruzeiro             | 1–1 | 1–1 | 0–1 | 3–0 | 0–0 | 1–1 | 0–0 | —   | 0–1 | 0–2 | 0–2 | 0–1 | 0–1 | 1–0 | 1–2 | 1–1 | 0–0 | 2–1 | 1–0 | 2–2 |
| Cuiabá               | 2–2 | 3–0 | 0–4 | 1–1 | 0–1 | 0–1 | 1–1 | 0–0 | —   | 3–0 | 3–0 | 2–1 | 1–1 | 1–2 | 0–2 | 0–2 | 1–1 | 3–0 | 2–1 | 0–2 |
| Flamengo             | 1–1 | 0–3 | 0–3 | 1–0 | 2–3 | 1–0 | 3–0 | 1–1 | 2–1 | —   | 1–1 | 2–0 | 2–0 | 3–0 | 0–0 | 3–0 | 1–0 | 1–2 | 1–1 | 1–0 |
| Fluminense           | 3–1 | 2–0 | 1–1 | 2–1 | 0–2 | 3–3 | 2–1 | 1–0 | 2–0 | 0–0 | —   | 1–0 | 5–3 | 2–3 | 2–0 | 2–1 | 2–1 | 1–0 | 1–0 | 1–1 |
| Fortaleza            | 3–2 | 1–0 | 2–1 | 0–0 | 2–2 | 2–1 | 3–1 | 0–1 | 0–1 | 0–2 | 4–2 | —   | 1–0 | 1–1 | 1–1 | 2–2 | 0–3 | 4–0 | 0–0 | 2–0 |
| Goiás                | 1–0 | 1–1 | 0–0 | 4–6 | 2–1 | 3–1 | 1–2 | 0–1 | 0–1 | 0–0 | 2–2 | 1–0 | —   | 1–1 | 0–0 | 0–5 | 0–2 | 0–1 | 2–0 | 1–1 |
| Grêmio               | 3–1 | 1–2 | 1–0 | 1–0 | 0–2 | 0–1 | 5–1 | 3–0 | 2–0 | 3–2 | 2–1 | 0–0 | 2–1 | —   | 3–1 | 1–0 | 3–3 | 1–0 | 2–1 | 1–0 |
| Internacional        | 1–1 | 0–2 | 0–2 | 2–0 | 3–1 | 2–2 | 3–4 | 0–0 | 1–2 | 2–1 | 0–0 | 0–1 | 1–0 | 3–2 | —   | 0–0 | 1–0 | 7–1 | 2–1 | 2–1 |
| Palmeiras            | 4–0 | 1–0 | 0–2 | 1–0 | 0–1 | 2–1 | 3–1 | 1–0 | 2–1 | 1–1 | 1–0 | 3–1 | 1–0 | 4–1 | 3–0 | —   | 1–1 | 1–2 | 5–0 | 1–0 |
| Red Bull Bragantino  | 2–2 | 2–0 | 1–2 | 2–1 | 2–2 | 1–0 | 1–0 | 0–3 | 2–0 | 4–0 | 1–0 | 1–2 | 2–0 | 2–0 | 0–0 | 2–1 | —   | 2–0 | 0–0 | 1–1 |
| Santos               | 3–2 | 1–1 | 0–0 | 3–0 | 2–2 | 0–2 | 2–1 | 0–3 | 0–0 | 2–3 | 0–3 | 1–2 | 4–3 | 2–1 | 1–1 | 0–0 | 1–3 | —   | 0–0 | 4–1 |
| São Paulo            | 3–0 | 2–1 | 0–2 | 0–0 | 0–0 | 2–1 | 2–1 | 1–0 | 0–0 | 1–0 | 1–0 | 1–2 | 2–1 | 3–0 | 2–0 | 0–2 | 1–0 | 4–1 | —   | 4–2 |
| Vasco da Gama        | 2–1 | 0–2 | 1–0 | 0–1 | 1–0 | 2–4 | 5–1 | 0–1 | 1–0 | 1–4 | 4–2 | 1–0 | 0–1 | 1–0 | 1–2 | 2–2 | 2–1 | 0–1 | 0–0 | —   |

## Desempenho por rodada
Posições de cada clube por rodada:
| Rodada ↓ | AMM | ATP | ATM | BAH | BOT | COR | CTB | CRU | CUI | FLA | FLU | FOR | GOI | GRE | INT | PAL | RBB | SAN | SPA | VAS |
| -------- | --- | --- | --- | --- | --- | --- | --- | --- | --- | --- | --- | --- | --- | --- | --- | --- | --- | --- | --- | --- |
| 1ª       | 20  | 3   | 15  | 12  | 4   | 6   | 19  | 13  | 16  | 2   | 1   | 10  | 18  | 9   | 10  | 7   | 4   | 17  | 13  | 8   |
| 2ª       | 20  | 11  | 16  | 18  | 2   | 14  | 19  | 12  | 15  | 8   | 1   | 3   | 10  | 13  | 6   | 4   | 7   | 17  | 9   | 5   |
| 3ª       | 20  | 16  | 10  | 14  | 1   | 17  | 19  | 6   | 18  | 13  | 5   | 2   | 15  | 7   | 4   | 3   | 12  | 11  | 8   | 9   |
| 4ª       | 20  | 10  | 16  | 9   | 1   | 15  | 19  | 3   | 13  | 17  | 6   | 4   | 18  | 7   | 8   | 2   | 12  | 14  | 5   | 11  |
| 5ª       | 20  | 4   | 8   | 13  | 1   | 16  | 19  | 4   | 17  | 12  | 3   | 6   | 18  | 10  | 11  | 2   | 15  | 9   | 7   | 14  |
| 6ª       | 20  | 5   | 6   | 14  | 1   | 17  | 19  | 4   | 18  | 9   | 3   | 8   | 15  | 11  | 12  | 2   | 13  | 7   | 10  | 16  |
| 7ª       | 19  | 7   | 4   | 13  | 1   | 18  | 20  | 5   | 14  | 6   | 3   | 11  | 16  | 10  | 15  | 2   | 12  | 9   | 8   | 17  |
| 8ª       | 19  | 11  | 4   | 16  | 1   | 14  | 20  | 6   | 15  | 7   | 8   | 9   | 17  | 5   | 13  | 2   | 10  | 12  | 3   | 18  |
| 9ª       | 18  | 7   | 3   | 15  | 1   | 16  | 20  | 10  | 14  | 5   | 6   | 9   | 17  | 4   | 13  | 2   | 11  | 12  | 8   | 19  |
| 10ª      | 18  | 7   | 4   | 15  | 1   | 16  | 20  | 9   | 14  | 3   | 5   | 11  | 17  | 6   | 10  | 2   | 12  | 13  | 8   | 19  |
| 11ª      | 18  | 11  | 5   | 14  | 1   | 15  | 20  | 12  | 16  | 4   | 7   | 10  | 17  | 3   | 8   | 2   | 9   | 13  | 6   | 19  |
| 12ª      | 19  | 9   | 10  | 14  | 1   | 15  | 20  | 12  | 16  | 3   | 5   | 8   | 17  | 2   | 6   | 4   | 7   | 13  | 11  | 18  |
| 13ª      | 19  | 9   | 10  | 15  | 1   | 16  | 20  | 12  | 13  | 3   | 6   | 11  | 17  | 2   | 8   | 4   | 5   | 14  | 7   | 18  |
| 14ª      | 20  | 11  | 12  | 16  | 1   | 15  | 18  | 9   | 14  | 2   | 4   | 7   | 17  | 3   | 10  | 5   | 6   | 13  | 8   | 19  |
| 15ª      | 20  | 8   | 12  | 16  | 1   | 15  | 18  | 10  | 13  | 2   | 5   | 9   | 17  | 3   | 11  | 6   | 7   | 14  | 4   | 19  |
| 16ª      | 19  | 5   | 13  | 17  | 1   | 15  | 18  | 11  | 12  | 3   | 7   | 9   | 16  | 2   | 10  | 4   | 8   | 14  | 6   | 20  |
| 17ª      | 19  | 7   | 13  | 17  | 1   | 14  | 18  | 10  | 9   | 2   | 5   | 11  | 16  | 4   | 12  | 3   | 6   | 15  | 8   | 20  |
| 18ª      | 20  | 7   | 10  | 16  | 1   | 14  | 18  | 11  | 8   | 2   | 3   | 13  | 15  | 6   | 12  | 4   | 5   | 17  | 9   | 19  |
| 19ª      | 20  | 6   | 10  | 16  | 1   | 14  | 18  | 12  | 8   | 4   | 7   | 11  | 15  | 2   | 13  | 3   | 5   | 17  | 9   | 19  |
| 20ª      | 20  | 6   | 11  | 16  | 1   | 13  | 19  | 12  | 9   | 3   | 4   | 8   | 15  | 5   | 14  | 2   | 7   | 17  | 10  | 18  |
| 21ª      | 20  | 7   | 9   | 16  | 1   | 13  | 19  | 12  | 10  | 4   | 5   | 8   | 15  | 3   | 14  | 2   | 6   | 17  | 11  | 18  |
| 22ª      | 19  | 7   | 9   | 16  | 1   | 13  | 20  | 12  | 10  | 4   | 5   | 8   | 15  | 3   | 14  | 2   | 6   | 17  | 11  | 18  |
| 23ª      | 19  | 7   | 9   | 15  | 1   | 14  | 20  | 11  | 10  | 4   | 6   | 8   | 16  | 3   | 12  | 2   | 5   | 17  | 13  | 18  |
| 24ª      | 19  | 6   | 9   | 17  | 1   | 11  | 20  | 13  | 12  | 7   | 5   | 8   | 16  | 3   | 14  | 2   | 4   | 18  | 10  | 15  |
| 25ª      | 19  | 8   | 7   | 18  | 1   | 13  | 20  | 12  | 11  | 5   | 6   | 9   | 16  | 3   | 14  | 4   | 2   | 15  | 10  | 17  |
| 26ª      | 20  | 8   | 9   | 16  | 1   | 14  | 19  | 13  | 11  | 5   | 7   | 6   | 18  | 3   | 12  | 4   | 2   | 15  | 10  | 17  |
| 27ª      | 20  | 6   | 7   | 14  | 1   | 13  | 19  | 15  | 10  | 3   | 9   | 8   | 18  | 4   | 12  | 5   | 2   | 17  | 11  | 16  |
| 28ª      | 20  | 5   | 7   | 13  | 1   | 15  | 19  | 14  | 11  | 3   | 9   | 8   | 16  | 6   | 12  | 4   | 2   | 18  | 10  | 17  |
| 29ª      | 20  | 5   | 7   | 15  | 1   | 14  | 19  | 13  | 12  | 4   | 8   | 9   | 17  | 6   | 11  | 3   | 2   | 16  | 10  | 18  |
| 30ª      | 20  | 7   | 6   | 15  | 1   | 14  | 19  | 13  | 10  | 5   | 8   | 9   | 17  | 4   | 12  | 2   | 3   | 16  | 11  | 18  |
| 31ª      | 20  | 7   | 5   | 14  | 1   | 12  | 19  | 16  | 11  | 6   | 8   | 9   | 18  | 4   | 13  | 2   | 3   | 15  | 10  | 17  |
| 32ª      | 20  | 7   | 5   | 15  | 1   | 13  | 19  | 17  | 12  | 6   | 8   | 9   | 18  | 4   | 11  | 2   | 3   | 14  | 10  | 16  |
| 33ª      | 20  | 7   | 6   | 15  | 1   | 14  | 19  | 17  | 10  | 5   | 8   | 11  | 18  | 2   | 12  | 3   | 4   | 13  | 9   | 16  |
| 34ª      | 20  | 7   | 6   | 17  | 2   | 12  | 19  | 16  | 9   | 3   | 8   | 11  | 18  | 4   | 13  | 1   | 5   | 14  | 10  | 15  |
| 35ª      | 20  | 8   | 4   | 17  | 3   | 14  | 19  | 13  | 9   | 2   | 7   | 12  | 18  | 5   | 11  | 1   | 6   | 15  | 10  | 16  |
| 36ª      | 20  | 8   | 3   | 17  | 2   | 13  | 19  | 14  | 12  | 4   | 7   | 11  | 18  | 5   | 10  | 1   | 6   | 15  | 9   | 16  |
| 37ª      | 20  | 8   | 2   | 17  | 5   | 13  | 19  | 14  | 12  | 3   | 7   | 10  | 18  | 4   | 9   | 1   | 6   | 15  | 11  | 16  |
| 38ª      | 20  | 8   | 3   | 16  | 5   | 13  | 19  | 14  | 12  | 4   | 7   | 10  | 18  | 2   | 9   | 1   | 6   | 17  | 11  | 15  |
| Rodada ↑ | AMM | ATP | ATM | BAH | BOT | COR | CTB | CRU | CUI | FLA | FLU | FOR | GOI | GRE | INT | PAL | RBB | SAN | SPA | VAS |

| Líder e fase de grupos da Copa Libertadores de 2024 Fase de grupos da Copa Libertadores de 2024 Segunda fase da Copa Libertadores de 2024 Fase de grupos da Copa Sul-Americana de 2024 Zona de rebaixamento à Série B de 2024 |

## Estatísticas

### Artilharia
| Pos. | Jogador         | Equipe               | Gols |
| ---- | --------------- | -------------------- | ---- |
| 1    | Paulinho        | Atlético Mineiro     | 20   |
| 2    | Luis Suárez     | Grêmio               | 17   |
| 2    | Tiquinho Soares | Botafogo             | 17   |
| 4    | Hulk            | Atlético Mineiro     | 15   |
| 5    | Marcos Leonardo | Santos               | 13   |
| 5    | Pedro           | Flamengo             | 13   |
| 7    | Deyverson       | Cuiabá               | 12   |
| 7    | Robson          | Coritiba             | 12   |
| 7    | Vitor Roque     | Athletico Paranaense | 12   |

### Assistências
| Pos. | Jogador        | Equipe           | Asst. |
| ---- | -------------- | ---------------- | ----- |
| 1    | Hulk           | Atlético Mineiro | 11    |
| 1    | Luis Suárez    | Grêmio           | 11    |
| 3    | Cristian Pavón | Atlético Mineiro | 8     |
| 3    | Gerson         | Flamengo         | 8     |
| 5    | Cauly          | Bahia            | 7     |
| 5    | Jhon Arias     | Fluminense       | 7     |
| 5    | PH Ganso       | Fluminense       | 7     |
| 5    | Raphael Veiga  | Palmeiras        | 7     |

### Clean sheets
| Pos. | Jogador       | Equipe              | Jogos |
| ---- | ------------- | ------------------- | ----- |
| 1    | Cleiton       | Red Bull Bragantino | 16    |
| 2    | Lucas Perri   | Botafogo            | 15    |
| 2    | Rafael Cabral | Cruzeiro            | 15    |
| 2    | Weverton      | Palmeiras           | 15    |
| 5    | Éverson       | Atlético Mineiro    | 14    |
| 6    | Rafael        | São Paulo           | 13    |
| 7    | Fábio         | Fluminense          | 12    |
| 7    | Walter        | Cuiabá              | 12    |

### Hat-tricks
| Jogador     | Clube  | Adversário | Placar  | Data          | Ref.   |
| ----------- | ------ | ---------- | ------- | ------------- | ------ |
| Everaldo    | Bahia  | Goiás      | 6–4 (F) | 7 de outubro  | [ 31 ] |
| Luis Suárez | Grêmio | Botafogo   | 4–3 (F) | 9 de novembro | [ 32 ] |

### Público
Maiores públicos
Estes são os dez maiores públicos pagantes do campeonato:
| N.º | Público | Mandante | Placar | Visitante        | Estádio        | Data           | Rodada | Ref.   |
| --- | ------- | -------- | ------ | ---------------- | -------------- | -------------- | ------ | ------ |
| 1   | 64 708  | Flamengo | 1–2    | Santos           | Mané Garrincha | 1 de novembro  | 31ª    | [ 33 ] |
| 2   | 64 524  | Flamengo | 1–0    | Vasco da Gama    | Maracanã       | 22 de outubro  | 28ª    | [ 34 ] |
| 3   | 61 094  | Flamengo | 1–1    | Cruzeiro         | Maracanã       | 28 de maio     | 8ª     | [ 35 ] |
| 4   | 60 997  | Flamengo | 3–0    | Palmeiras        | Maracanã       | 8 de novembro  | 33ª    | [ 36 ] |
| 5   | 60 352  | Flamengo | 1–0    | Corinthians      | Maracanã       | 21 de maio     | 7ª     | [ 37 ] |
| 6   | 60 304  | Flamengo | 2–0    | Fortaleza        | Maracanã       | 1 de julho     | 13ª    | [ 38 ] |
| 7   | 60 236  | Flamengo | 1–1    | América Mineiro  | Maracanã       | 22 de julho    | 16ª    | [ 39 ] |
| 8   | 60 067  | Flamengo | 2–1    | Cuiabá           | Maracanã       | 3 de dezembro  | 37ª    | [ 40 ] |
| 9   | 59 979  | Flamengo | 1–1    | Fluminense       | Maracanã       | 11 de novembro | 34ª    | [ 41 ] |
| 10  | 59 921  | Flamengo | 0–3    | Atlético Mineiro | Maracanã       | 29 de novembro | 36ª    | [ 42 ] |

Menores públicos
Estes são os dez menores públicos pagantes do campeonato, sem considerar as partidas com portões fechados:
| N.º | Público | Mandante        | Placar | Visitante            | Estádio       | Data           | Rodada | Ref.   |
| --- | ------- | --------------- | ------ | -------------------- | ------------- | -------------- | ------ | ------ |
| 1   | 793     | Goiás           | 1–0    | América Mineiro      | Serrinha      | 6 de dezembro  | 38ª    | [ 43 ] |
| 2   | 1 088   | América Mineiro | 0–3    | Coritiba             | Independência | 8 de novembro  | 33ª    | [ 44 ] |
| 3   | 1 303   | América Mineiro | 1–2    | Internacional        | Independência | 25 de junho    | 12ª    | [ 45 ] |
| 4   | 1 388   | América Mineiro | 0–2    | Red Bull Bragantino  | Independência | 19 de setembro | 24ª    | [ 46 ] |
| 5   | 1 436   | América Mineiro | 2–1    | Fortaleza            | Independência | 20 de maio     | 7ª     | [ 47 ] |
| 6   | 1 600   | América Mineiro | 3–2    | Bahia                | Independência | 3 de dezembro  | 37ª    | [ 48 ] |
| 7   | 1 838   | América Mineiro | 3–4    | Grêmio               | Independência | 28 de outubro  | 30ª    | [ 49 ] |
| 8   | 2 012   | América Mineiro | 2–2    | Athletico Paranaense | Mineirão      | 11 de junho    | 10ª    | [ 50 ] |
| 9   | 2 030   | América Mineiro | 0–1    | Goiás                | Independência | 13 de agosto   | 19ª    | [ 51 ] |
| 10  | 2 614   | América Mineiro | 2–0    | Santos               | Independência | 3 de setembro  | 22ª    | [ 52 ] |

## Mudanças de técnicos
| Clube                | Antecessor               | Data           | Última partida                           | Rod | Pos | Sucessor                   | Ref.            |
| -------------------- | ------------------------ | -------------- | ---------------------------------------- | --- | --- | -------------------------- | --------------- |
| Flamengo             | Mario Jorge (interino)   | 17 de abril    | Flamengo 3–0 Coritiba                    | 1ª  | 2º  | Jorge Sampaoli             | [ 54 ]          |
| Coritiba             | António Oliveira         | 18 de abril    | Flamengo 3–0 Coritiba                    | 1ª  | 19º | Antônio Carlos Zago        | [ 56 ] [ 57 ]   |
| São Paulo            | Rogério Ceni             | 19 de abril    | São Paulo 2–0 Academia Puerto Cabello    | 1ª  | 13º | Dorival Júnior             | [ 58 ] [ 59 ]   |
| Corinthians          | Fernando Lázaro          | 20 de abril    | Corinthians 0–1 Argentinos Juniors       | 1ª  | 6º  | Cuca                       | [ 60 ] [ 61 ]   |
| Corinthians          | Cuca                     | 27 de abril    | Corinthians 2–0 Remo                     | 2º  | 14º | Vanderlei Luxemburgo       | [ 63 ] [ 64 ]   |
| Cuiabá               | Ivo Vieira               | 10 de maio     | Cuiabá 0–4 Atlético Mineiro              | 5º  | 17º | António Oliveira           | [ 66 ] [ 67 ]   |
| Goiás                | Emerson Ávila (interino) | 9 de junho     | Goiás 0–0 Gimnasia y Esgrima             | 9ª  | 17º | Armando Evangelista        | [ 69 ] [ 70 ]   |
| Atlético Mineiro     | Eduardo Coudet           | 11 de junho    | Atlético Mineiro 1–1 Red Bull Bragantino | 10ª | 3º  | Felipão                    | [ 71 ] [ 72 ]   |
| Athletico Paranaense | Paulo Turra              | 16 de junho    | América Mineiro 2–2 Athletico Paranaense | 10ª | 7º  | Wesley Carvalho (interino) | [ 73 ] [ 74 ]   |
| Santos               | Odair Hellmann           | 22 de junho    | Santos 0–2 Corinthians                   | 11ª | 13º | Paulo Turra                | [ 76 ] [ 77 ]   |
| Vasco da Gama        | Maurício Barbieri        | 22 de junho    | Vasco da Gama 0–1 Goiás                  | 11ª | 19º | Ramón Díaz                 | [ 79 ] [ 80 ]   |
| Coritiba             | Antônio Carlos Zago      | 27 de junho    | Grêmio 5–1 Coritiba                      | 12ª | 20º | Thiago Kosloski            | [ 81 ] [ 82 ]   |
| Botafogo             | Luís Castro              | 29 de junho    | Botafogo 1–1 Magallanes                  | 12ª | 1º  | Bruno Lage                 | [ 84 ] [ 85 ]   |
| Internacional        | Mano Menezes             | 17 de julho    | Internacional 0–0 Palmeiras              | 15ª | 11º | Eduardo Coudet             | [ 86 ] [ 87 ]   |
| Santos               | Paulo Turra              | 6 de agosto    | Santos 1–1 Athletico Paranaense          | 18ª | 16º | Diego Aguirre              | [ 88 ] [ 89 ]   |
| América Mineiro      | Vagner Mancini           | 6 de agosto    | Bahia 3–1 América Mineiro                | 18ª | 20º | Fabián Bustos              | [ 90 ] [ 91 ]   |
| Cruzeiro             | Pepa                     | 29 de agosto   | Grêmio 3–0 Cruzeiro                      | 21ª | 12º | Zé Ricardo                 | [ 93 ] [ 94 ]   |
| Bahia                | Renato Paiva             | 6 de setembro  | Bahia 1–1 Vasco da Gama                  | 22ª | 16º | Rogério Ceni               | [ 95 ] [ 96 ]   |
| Santos               | Diego Aguirre            | 15 de setembro | Santos 0–3 Cruzeiro                      | 23ª | 17º | Marcelo Fernandes          | [ 97 ] [ 98 ]   |
| Corinthians          | Vanderlei Luxemburgo     | 27 de setembro | Corinthians 1–1 Fortaleza                | 24ª | 10º | Mano Menezes               | [ 99 ] [ 100 ]  |
| Flamengo             | Jorge Sampaoli           | 28 de setembro | São Paulo 1–1 Flamengo                   | 24ª | 7º  | Tite                       | [ 102 ] [ 103 ] |
| Botafogo             | Bruno Lage               | 3 de outubro   | Botafogo 1–1 Goiás                       | 25ª | 1º  | Lúcio Flávio (interino)    | [ 104 ] [ 105 ] |
| América Mineiro      | Fabián Bustos            | 9 de novembro  | América Mineiro 0–3 Coritiba             | 33ª | 20º | Diogo Giacomini (interino) | [ 106 ]         |
| Botafogo             | Lúcio Flávio (interino)  | 12 de novembro | Red Bull Bragantino 2–2 Botafogo         | 34ª | 2º  | Tiago Nunes                | [ 107 ] [ 108 ] |
| Cruzeiro             | Zé Ricardo               | 12 de novembro | Coritiba 1–0 Cruzeiro                    | 34ª | 17º | Paulo Autuori (interino)   | [ 109 ] [ 110 ] |
| Goiás                | Armando Evangelista      | 14 de novembro | Atlético Mineiro 2–1 Goiás               | 34ª | 18º | Mário Henrique (interino)  | [ 111 ] [ 112 ] |
| Coritiba             | Thiago Kosloski          | 27 de novembro | Fluminense 2–1 Coritiba                  | 35º | 19° | Guto Ferreira              | [ 114 ]         |

## Premiação
| Campeonato Brasileiro 2023 Série A |
| São Paulo                          |
| ---------------------------------- |
| PALMEIRAS Bicampeão (12.º título)  |

### Bola de Prata
| Pos.            | Jogador                | Clube            |
| --------------- | ---------------------- | ---------------- |
| G               | Weverton               | Palmeiras        |
| LD              | Mayke                  | Palmeiras        |
| Z               | Adryelson              | Botafogo         |
| Z               | Murilo                 | Palmeiras        |
| LE              | Joaquín Piquerez       | Palmeiras        |
| V               | Mathías Villasanti     | Grêmio           |
| V               | Erick Pulgar           | Flamengo         |
| M               | Raphael Veiga          | Palmeiras        |
| M               | Giorgian De Arrascaeta | Flamengo         |
| A               | Luis Suárez            | Grêmio           |
| A               | Hulk                   | Atlético Mineiro |
| T               | Abel Ferreira          | Palmeiras        |
| Bola de Ouro    | Luis Suárez            | Grêmio           |
| Artilheiro      | Paulinho               | Atlético Mineiro |
| Gol mais bonito | Endrick                | Palmeiras        |
| Revelação       | Endrick                | Palmeiras        |

### Jogador do mês
| Mês      | Jogador         | Pos. | Clube            | Estatísticas | Estatísticas | Estatísticas | Ref.    |
| Mês      | Jogador         | Pos. | Clube            | J            | G            | A            | Ref.    |
| -------- | --------------- | ---- | ---------------- | ------------ | ------------ | ------------ | ------- |
| Abril    | Tiquinho Soares | A    | Botafogo         | 3            | 3            | 2            | [ 116 ] |
| Maio     | Tiquinho Soares | A    | Botafogo         | 4            | 3            | 1            | [ 117 ] |
| Junho    | Tiquinho Soares | A    | Botafogo         | 4            | 4            | 0            | [ 118 ] |
| Julho    | Tiquinho Soares | A    | Botafogo         | 5            | 3            | 1            | [ 119 ] |
| Agosto   | Raphael Veiga   | M    | Palmeiras        | 3            | 2            | 1            | [ 120 ] |
| Setembro | Pablo Vegetti   | A    | Vasco da Gama    | 4            | 4            | 1            | [ 121 ] |
| Outubro  | Alan Patrick    | M    | Internacional    | 5            | 3            | 2            | [ 122 ] |
| Novembro | Paulinho        | A    | Atlético Mineiro | 6            | 5            | 1            | [ 123 ] |

### Treinador do mês
| Mês      | Jogador          | Clube               | Estatísticas | Estatísticas | Estatísticas | Estatísticas | Ref.    |
| Mês      | Jogador          | Clube               | J            | V            | E            | D            | Ref.    |
| -------- | ---------------- | ------------------- | ------------ | ------------ | ------------ | ------------ | ------- |
| Maio     | Luís Castro      | Botafogo            | 5            | 4            | 0            | 1            | [ 124 ] |
| Junho    | Renato Gaúcho    | Grêmio              | 4            | 3            | 0            | 1            | [ 125 ] |
| Julho    | António Oliveira | Cuiabá              | 5            | 4            | 1            | 0            | [ 126 ] |
| Agosto   | Abel Ferreira    | Palmeiras           | 4            | 3            | 0            | 1            | [ 127 ] |
| Setembro | Pedro Caixinha   | Red Bull Bragantino | 3            | 2            | 1            | 0            | [ 128 ] |
| Outubro  | Pedro Caixinha   | Red Bull Bragantino | 5            | 3            | 1            | 1            | [ 129 ] |
| Novembro | Abel Ferreira    | Palmeiras           | 6            | 5            | 0            | 1            | [ 130 ] |